# Олд-Бейлі

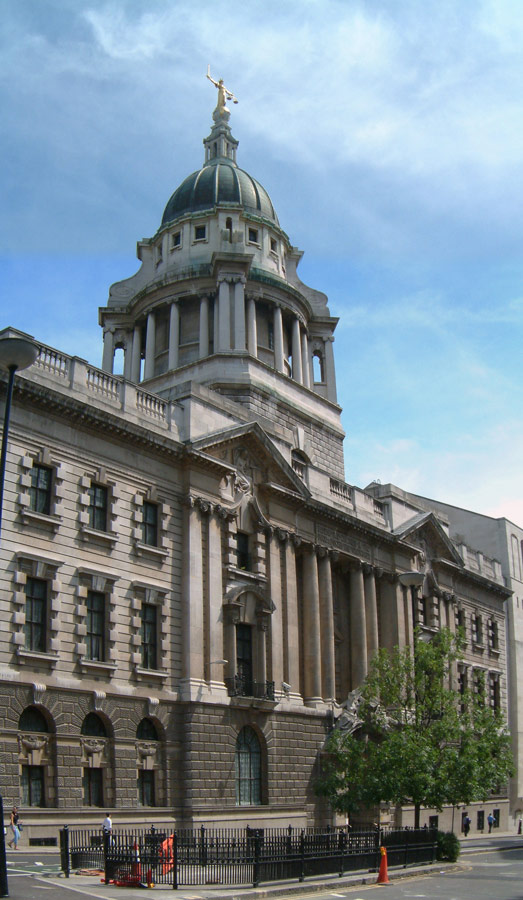
Будівля центрального кримінального суду

Олд-Бейлі (англ. Old Bailey) — традиційна назва центрального кримінального суду в Англії й Уельсі, розташованого в величному будинку в стилі необароко (1902 — 1907 рр.) в Лондонському Сіті, між Голборном та собором Собором святого Павла. Неофіційна назва Олд-Бейлі походить від вулиці на якій стоїть ця будівля. Зважаючи на своє розташування, не входить в систему британських королівських судових інстанцій і не підпорядковується королівським властям, — процес адміністрування судочинства, від призначення й відставки суддів до адміністративно-господарських питань та забезпечення працівників суду канцелярським приладдям здійснюється Корпорацією лондонського Сіті . Функцію судових приставів здійснюють спеціально підібрані співробітники поліції міста (відбір яких також здійснюється корпорацією), що не входить в структуру Служби столичної поліції. Функція голови суду (англ. First Commissioner) закріплена за Лорд-мером Лондона, який володіє правом проведення допиту свідків та інших учасників судочинства, судових дебатів і заслуховування аргументів сторін, та винесення остаточного рішення по всіх справах, які проходять в Олд-Бейлі.